# Redeanalyse
Die Redeanalyse ist ein Instrument zum Untersuchen meist politischer Reden. Sie ist wie eine Textanalyse aufgebaut, im Mittelpunkt steht die Untersuchung der verwendeten sprachlichen Stilmittel, aber vor allem auch der Inhalt der Rede und deren Ziel. Zudem muss man beim Analysieren das Publikum und die Umstände der Rede betrachten.

## Anwendung
Die Redeanalyse wird häufig im Bereich der politischen Geschichtsforschung und der Rhetorik verwendet, um charakteristische Idiolekte historischer Persönlichkeiten zu vergleichen und Kunstgriffe verstehen zu lernen. Im Deutschunterricht wird die Redeanalyse zum besseren Verständnis der Muttersprache und zur Förderung der Kritikfähigkeit angefertigt. Bei der Redeanalyse wird jeder Satz einzeln "übersetzt", um so dem Leser deutlich zu machen, was der Autor ausdrücken wollte.
Lehrstücke für die Redeanalyse
- Cäsars Eingangsmonolog, "Julius Cäsar", William Shakespeare
- Sportpalastrede, Joseph Goebbels
- Richard von Weizsäcker: Zum 40. Jahrestag der Beendigung des Krieges in Europa und der nationalsozialistischen Gewaltherrschaft, 8. Mai 1985, Bonn
- Rede zum Erhalt des Friedenspreises des deutschen Buchhandels, Martin Walser
- Rede von Wolfgang Schäuble zu der Debatte: Bonn oder Berlin